# Bibiána
A Bibiána női név a Viviána alakváltozata.

## Rokon nevek
Viviána, Vivianna, Vivien

## Gyakorisága
Az újszülötteknek adott nevek körében az 1990-es években szórványosan fordult elő. A 2000-es és a 2010-es években sem szerepelt a 100 leggyakrabban adott női név között.
A teljes népességre vonatkozóan a Bibiána sem a 2000-es, sem a 2010-es években nem szerepelt a 100 leggyakrabban viselt női név között.

## Névnapok
április 6.

## Híres Bibiánák
- Balanyi Bibiána műfordító